# Elena Berlato
Pour les articles homonymes, voir Berlato.
Elena Berlato, née le 2 août 1988 à Schio, est une coureuse cycliste italienne. C'est une grimpeuse.

## Biographie

### Débuts et premières années professionnelles
En 2006, elle se classe deuxième du championnat d'Italie du contre-la-montre juniors qui se déroule à Pordenone. L'année suivante, elle rejoint l'équipe Buderus-Cicli.
Elle devient professionnelle dès 2008 au sein de l'équipe Safi-Pasta Zara-Manhattan. Elle participe en fin de saison au contre-la-montre des championnats du monde et termine à la trente-septième place. L'année suivante, elle est dixième du Grand Prix de Riparbella et Montescudaio, puis septième du championnat national sur route. Elle prend également le départ de la Grande Boucle féminine internationale, où elle est quatorzième du classement général final puis du Tour d'Italie où elle finit dix-septième. Sur cette dernière épreuve, elle remporte le prix Zinaida Stahurskaia qui récompense la meilleure jeune sur les trois prix de la montagne de première catégorie de l'étape de Pesco Sannita.

### 2010-2013: Top Girls Fassa Bortolo
Elle rejoint l'équipe Top Girls Fassa Bortolo en 2010. Elle obtient de bons résultats en terminant respectivement septième et huitième du Trofeo Alfredo Binda-Comune di Cittiglio et de Flèche wallonne, toutes deux épreuves de Coupe du monde. Elle est également septième du Tour du Trentin international féminin, huitième du championnat d'Italie du contre-la-montre. Au Tour d'Italie, elle se classe dixième du classement général, deuxième du classement de la meilleure jeune derrière l'intouchable Marianne Vos et deuxième de celui de la meilleure Italienne derrière Tatiana Guderzo. Elle est sélectionnée pour les championnats d'Europe sur route espoirs mais ne finit pas la course. Elle porte encore le maillot bleu azur lors des championnats du monde à Melbourne. Son travail de coéquipière permet à Giorgia Bronzini de remporter le titre.
En 2011, elle se classe quatrième de la Flèche wallonne, devancée par Marianne Vos, Emma Johansson et Judith Arndt. Elle est septième du Grand Prix de la Ville de Valladolid puis dixième de l'Emakumeen Euskal Bira. Elle se présente au Tour d'Italie avec des ambitions avouées. Elle ne parvient cependant pas à suivre les meilleures et se classe onzième à plus de dix-huit minutes de la vainqueur Marianne Vos. Durant la course, elle chute dans le Pescocostanzo. Elle se console cependant avec le maillot de la meilleure jeune. Elle est comme l'année précédente deuxième du classement de la meilleure Italienne derrière Guderzo. 
En 2012, elle ne réalise pas de place dans les épreuves de Coupe de monde. Elle est dixième du Tour du Salvador. Elle chute ensuite durant l'Emakumeen Euskal Bira et se rompt la clavicule,. Elle revient à la compétition un mois plus tard. Elle court encore pour l'équipe Top Girls Fassa Bortolo l'année suivante mais n'obtient pas de résultats significatifs. Elle conclut sur le Tour d'Italie à la trente-cinquième place, le Tour en Limousin à la dixième place et à la dix-huitième place du Tour de Toscane.

### Depuis 2014: ALÉ-Cipollini
Après ces deux années en demi-teinte, Elena Berlato rejoint l'équipe Alé Cipollini. Elle retrouve la voie du succès et finit septième du Tour du Costa Rica puis deuxième du championnat d'Italie du contre-la-montre derrière Elisa Longo Borghini. Elle est douzième du Tour du Trentin et huitième du championnat national sur route. Au Tour d'Italie, elle est deuxième de l'étape de San Donato Val di Comino devancée par Annemiek van Vleuten. Elle termine encore dixième de la Route de France, deuxième du Trophée d'Or et septième du Tour de Toscane. Elle retrouve donc logiquement la sélection nationale, mais en tant que remplaçante, pour les championnats du monde.

## Palmarès sur route

### Palmarès par années
- 2006
  - 2e du championnat d'Italie du contre-la-montre juniors
- 2010
  - 7e du Trofeo Alfredo Binda-Comune di Cittiglio (Cdm)
  - 8e de la Flèche wallonne (Cdm)
  - 10e du Tour d'Italie
- 2011
  - 4e de la Flèche wallonne (Cdm)
  - 7e du Grand Prix de la Ville de Valladolid (Cdm)
- 2014
  - 2e du championnat d'Italie du contre-la-montre
  - 2e du Trophée d'Or

### Classements mondiaux
| Année          | 2009 | 2010 | 2011 | 2012 | 2013 | 2014 | 2015 |
| Classement UCI | 279e | 72e  | 62e  | 334e | 447e | 67e  | 237e |
| Coupe du monde | -    | 21e  | 15e  | -    | -    | 53e  | 101e |